# (17653) Bochner
(17653) Bochner (1996 VM2) – planetoida z grupy pasa głównego asteroid okrążająca Słońce w ciągu 4,36 lat w średniej odległości 2,67 j.a. Odkryta 10 listopada 1996 roku.